# Jamie Farr
Jamie Farr, właśc. Jameel Joseph Farah (ur. 1 lipca 1934 w Toledo) – amerykański aktor telewizyjny i filmowy pochodzenia libańskiego.
Największą popularność zawdzięcza roli w serialu M*A*S*H, w którym grał przez 11 lat postać Maxa Klingera. Był jednym z 4 aktorów, którzy występowali w serialu od początku do końca.

## Filmografia
- 1955: Szkolna dżungla – Santini
- 1957: Niebezpieczne trio – Pedro Ortega
- 1965: Opowieść wszech czasów – apostoł Tadeusz
- 1972–1983: M*A*S*H – Maxwell Q. Klinger
- 1981: Wyścig armatniej kuli – szejk
- 1984: Wyścig armatniej kuli II – szejk, syn króla
- 1987: Akademia Wojskowa – płk. Frierick
- 1989: Ukąszenie – Harry Morton
- 1994: Nieustraszony tygrys – Sam Camille
- 2007: A Grandpa for Christmas – Adam Johnson

Gościnnie pojawił się także w takich serialach telewizyjnych jak m.in.: Ulice San Francisco, Statek miłości, Różowe lata siedemdziesiąte, Szaleję za tobą, Diagnoza morderstwo.